# RY Возничего
RY Возничего (лат. RY Aurigae), HD 280752 — двойная затменная переменная звезда типа Алголя (EA) в созвездии Возничего на расстоянии (вычисленном из значения параллакса) приблизительно 6625 световых лет (около 2031 парсека) от Солнца. Видимая звёздная величина звезды — от +14m до +11,7m. Орбитальный период — около 2,7254 суток.

## Характеристики
Первый компонент — бело-голубая звезда спектрального класса B9. Эффективная температура — около 8503 К.